# Municipio de New Haven (Illinois)
El municipio de New Haven (en inglés: New Haven Township) es un municipio ubicado en el condado de Gallatin en el estado estadounidense de Illinois. En el año 2010 tenía una población de 478 habitantes y una densidad poblacional de 4,05 personas por km².

## Geografía
El municipio de New Haven se encuentra ubicado en las coordenadas 37°50′20″N 88°7′32″O / 37.83889, -88.12556. Según la Oficina del Censo de los Estados Unidos, el municipio tiene una superficie total de 118.01 km², de la cual 113,25 km² corresponden a tierra firme y (4,04 %) 4,76 km² es agua.

## Demografía
Según el censo de 2010, había 478 personas residiendo en el municipio de New Haven. La densidad de población era de 4,05 hab./km². De los 478 habitantes, el municipio de New Haven estaba compuesto por el 99,79 % blancos y el 0,21 % eran de una mezcla de razas. Del total de la población el 0,63 % eran hispanos o latinos de cualquier raza.